# You Me at Six
You Me at Six je britská rocková skupina, založená v roce 2004 v anglickém městě Weybridge. Původní sestavu skupiny tvořil zpěvák Josh Franceschi, kytaristé Max Helyer a Chris Miller, baskytarista Matt Barnes a bubeník Joe Philips. Philipse v roce 2007 nahradil Dan Flint a následně skupina působila beze změn v sestavě. Prvních úspěchů se jím dostalo až v roce 2008, kdy vydali své debutové album Take Off Your Colours. Do roku 2018 skupina vydala dalších pět studiových alb.

## Diskografie
- Take Off Your Colours (2008)
- Hold Me Down (2010)
- Sinners Never Sleep (2011)
- Cavalier Youth (2014)
- Night People (2017)
- VI (2018)
- Suckapunch (2021)
- Truth Decay (2023)